# Dune Federico Kirbus
La dune Federico Kirbus est une dune située dans le département de Tinogasta en Argentine. Avec une hauteur de 1 234 m, il s'agit de la plus haute dune du monde.
La dune s'élève près de la localité argentine de Medanitos (es), dans le Bolsón de Fiambalá, une vallée de sable semi-circulaire. Elle mesure 1 234 m de haut ; sa base étant située à 1 611 m au-dessus du niveau de la mer, son sommet est donc situé à une altitude de 2 845 m,.
La dune porte le nom du journaliste, écrivain et chercheur argentin Federico Kirbus (es), qui a conduit une expédition mesurant sa hauteur en 2005.